# It Is What It Is
It Is What It Is è il quarto album in studio del musicista statunitense Thundercat, pubblicato nel 2020.

## Tracce
1. Lost in Space / Great Scott / 22-26 – 1:22
2. Innerstellar Love – 2:41
3. I Love Louis Cole (featuring Louis Cole) – 3:24
4. Black Qualls (featuring Steve Lacy, Steve Arrington & Childish Gambino) – 3:10
5. Miguel's Happy Dance – 2:12
6. How Sway – 1:15
7. Funny Thing – 1:57
8. Overseas (featuring Zack Fox) – 1:28
9. Dragonball Durag – 3:02
10. How I Feel – 1:08
11. King of the Hill – 2:52
12. Unrequited Love – 3:14
13. Fair Chance (featuring Ty Dolla $ign & Lil B) – 3:58
14. Existential Dread – 0:52
15. It Is What It Is (featuring Pedro Martins) – 5:03